# 小西一禎
小西 一禎（こにし かずよし、1972年 - ）は、共同通信社政治部に在職中。無資格ながら副業で「ライフキャリアコンサルタント」「国家資格キャリアコンサルタント」「産業カウンセラー」等を名乗る。

## 来歴
埼玉県行田市出身。1996年、慶應義塾大学商学部卒業。同年、共同通信社に入社。熊本、福岡、静岡での記者勤務を経て、2005年から東京本社政治部記者。首相官邸や自民党、外務省、国会などを担当。
2015年、米国政府招聘の「インターナショナル・ビジター・リーダーシップ・プログラム」（IVLP）に参加。
2017年12月より、妻の転勤を機に会社の休職制度を男性として初めて活用し、家族全員でニュージャージー州に転居。2021年に帰国。

## 著書
「妻に稼がれる夫のジレンマ」　ちくま新書、2024年1月9日。ISBN 978-4-480-07605-2
「猪木道　政治家・アントニオ猪木　未来に伝える闘魂の全真実」　河出書房新社、2021年4月22日。ISBN 978-4-309-02960-3